# Henry Havin
Henry Edvard Havin, född 8 september 1902, död 30 december 1981, var en norsk psykolog.
Henry Havin blev magister artium 1928, föreståndare för Oslo Arbeiderkontors Psykotekniske institutt 1938 och lärare i psykologi vid statens gymnastikskola 1942. Havin utgav ett flertal psykologiska skrifter, bland annat Håndskrift og intelligens (1942), Karakterisering (1944) och Person og yrke (1945).